# Seronarbe
Als Seronarbe bezeichnet man den serologischen Nachweis von Antikörpern im Blut, die eine abgelaufene, frühere oder alte Infektion beweisen. Bei vielen Infektionen kann durch den Nachweis der IgG-Antikörper strenggenommen nicht zwischen Impfung und früherer Infektion unterschieden werden, weshalb der Begriff z. B. auf den Nachweis des anti-HBc-Antikörpers bei einer Hepatitis-B-Virus-Infektion oder den Antikörpernachweis bei Infektionen ohne bekannte Impfung beschränkt ist.
Der Begriff Narbe wird in diesem übertragenen Zusammenhang verwendet, da die Antikörper in der Regel ein lebenslanges Merkmal im Blut des Patienten darstellen.